# Bulbophyllum gyrochilum
Bulbophyllum gyrochilum är en orkidéart som beskrevs av Gunnar Seidenfaden. Bulbophyllum gyrochilum ingår i släktet Bulbophyllum och familjen orkidéer. Inga underarter finns listade i Catalogue of Life.